# Bernt Evensen
Bernt Sverre Evensen (ur. 18 kwietnia 1905 – zm. 24 sierpnia 1979 tamże) – norweski łyżwiarz szybki, wielokrotny medalista olimpijski i mistrzostw świata.

## Kariera
Pierwszy medal na arenie międzynarodowej zdobył w 1926 roku, kiedy zajął trzecie miejsce na mistrzostwach świata w wieloboju w Trondheim. Na MŚ w Tampere (1927) i MŚ w Helsinkach (1934) zdobywał złoto, podczas MŚ w Helsinkach (1931) był drugi, a na MŚ w Davos (1928) i MŚ w Lake Placid (1932) ponownie zajmował trzecie miejsce.
W 1928 roku wystartował na igrzyskach olimpijskich w Sankt Moritz, zdobywając medale na trzech z czterech dystansów. Zwyciężył wtedy w biegu na 500 m, był drugi za Finem Clasem Thunbergiem na 1500 m, a w biegu na 5000 m był trzeci. W najdłuższym biegu wyprzedzili go jedynie jego rodak Ivar Ballangrud oraz kolejny Fin, Julius Skutnabb. Miał szansę również na czwarty medal, jednak konkurencja 10 000 metrów została przerwana (Evensen zajmował wówczas drugie miejsce). Na rozgrywanych cztery lata później igrzyskach w Lake Placid był drugi w biegu na 500 m, gdzie lepszy był tylko Jack Shea z USA. Na tych samych igrzyskach był też szósty na 5000 i 10 000 m.
Był ponadto mistrzem Norwegii w wieloboju w latach 1927, 1928, 1933 i 1935. W 1928 roku został uhonorowany Egebergs Ærespris.
Ustanowił łącznie 20 rekordów świata na różnych dystansach.
Uprawiał również kolarstwo. Jego wnuk, Stig Kristiansen był kolarzem.

### Mistrzostwa świata
- Mistrzostwa świata w wieloboju
  - złoto – 1927, 1934
  - srebro – 1931
  - brąz – 1926, 1928, 1932